# Ernie Copland
Ernie Copland (* 14. Oktober 1924 in Montrose; † Dezember 1971 in Elizabeth) war ein schottischer Fußballspieler. Der Stürmer gehörte zum Kader der schottischen Nationalmannschaft bei der Weltmeisterschaft 1954.

## Karriere
Copland entstammt der Jugend des für seine Nachwuchsarbeit bekannten Montrose Roselea, ab 1948 lief er im schottischen Profifußball auf. Nach kurzfristigen Aufenthalten beim FC Arbroath und dem FC Dundee spielte er ab 1951 für die Raith Rovers. Dort erzielte er bis zu seinem Karriereende 1958 in 178 Spielen 105 Tore. Im Sommer 1954 wurde er in den 22 Spieler umfassenden Kader für die WM-Endrunde in der Schweiz berufen, gehörte aber nicht zu den nur 13 Spielern, die tatsächlich zur Endrunde anreisten. Das Auswahlkomitee des schottischen Verbandes berief ihn drei Jahre später für Qualifikationsspiele zur Weltmeisterschaft 1958 erneut in die Nationalmannschaft, er blieb jedoch ohne Spieleinsatz.
Nach seiner Fußballerlaufbahn zog Copland Ende der 1950er Jahre mit seiner Frau und seinen zwei Kindern nach Australien. Dort arbeitete er als Ingenieur auf der Woomera Rocket Range. Er verstarb im Dezember 1971 im südaustralischen Elizabeth.